# Jaworne
Jaworne (992 m n.p.m.) – szczyt w Bieszczadach Zachodnich. Położony jest w paśmie Wysoki Dział, na południowy wschód od przełęczy Żebrak. Od południowego wschodu poprzez przełęcz (928 m n.p.m.) sąsiaduje z Wołosaniem. Zarówno wierzchołek, jak i wszystkie stoki są całkowicie zalesione. Góra znajduje się na terenie Ciśniańsko-Wetlińskiego Parku Krajobrazowego.

## Pieszy szlak turystyczny
Przez wierzchołek przebiega  Główny Szlak Beskidzki na odcinku Żebrak – Wołosań.